# Дені Вудверд
Дені Вудверд (англ. Dani Woodward), нар. 7 березня 1984, Лівонія, Мічиган, США) — колишня американська порноакторка.

## Біографія
В порноіндустрію потрапила в 2003 році. Псевдонім узятий з назви вулиці Вудверд Авеню (Woodward Avenue) в Детройті, штат Мічиган.
За три роки в порноіндустрії знялася в понад 100 фільмах, і отримала пропозиції підписати контракт від багатьох порностудій. Часто знімалася в релізах від порностудії Zero Tolerance.
Знімадася в різних жанрах, починаючи з соло та лесбі і закінчуючи «facial» (еякуляція на обличчя) і cumswapping (обмін спермою між ротами двох або більше партнерок).

## Фільмографія (вибіркова)
- More Dirty Debutantes 226
- North Pole 43 (2003)
- Barely Legal 40 (2003)
- Blow Me Sandwich 2 (2003)
- JKP Hardcore 3 (2004)
- Big Sausage Pizza 3 (2005)
- Naked And Famous (2006)

## Нагороди та номінації
- 2004 — номінація на премію XRCO Award в категорії Teen Cream Dream.
- 2005 — номінація на премію AVN Award в категорії «Краща нова акторка».
- 2006 — премія AVN Award в категорії «краща сцена тріолізму (відео)» за Erotic Stories: Lovers and Cheaters (разом з Барреттом Блейдом і Куртом Локвудом)[3].